# Campeonato Paulista de Futebol de 1986 - Segunda Divisão
O Campeonato Paulista de Futebol de 1986 - Segunda Divisão foi a 40.ª edição do torneio promovida pela Federação Paulista de Futebol, e equivaleu ao segundo nível do futebol no estado de São Paulo. O campeão Bandeirante, da cidade de Birigui, e o vice-campeão Noroeste de Bauru conquistaram o acesso para o Campeonato Paulista de Futebol de 1987.

## Forma de disputa
- Primeira fase: As 55 equipes foram divididas regionalmente em 4 grupos, classificando para a segunda fase os 8 melhores colocados de cada grupo.
- Segunda fase: As 32 equipes classificadas são divididas em 8 grupos, classificando-se para as semifinais o melhor colocado de cada grupo.
- Semifinais: As 8 equipes classificadas se enfrentam em jogos eliminatórios dentro de seus grupos, com partidas decididas em melhor de 3 pontos.
- Fase final: Os 4 times vencedores disputam o Quadrangular Final por pontos corridos em turno e returno, com o campeão e vice sendo promovidos à Primeira Divisão.

## Primeira fase
| Grupo Verde | Grupo Verde                          | Grupo Verde | Grupo Verde | Grupo Verde | Grupo Verde | Grupo Verde | Grupo Verde | Grupo Verde | Grupo Verde |
| Time        | Time                                 | PG          | J           | V           | E           | D           | GP          | GC          | SG          |
| ----------- | ------------------------------------ | ----------- | ----------- | ----------- | ----------- | ----------- | ----------- | ----------- | ----------- |
| 1           | Ferroviário (Itu)                    | 39          | 26          | 18          | 3           | 5           | 45          | 15          | 30          |
| 2           | São Bernardo (São Bernardo do Campo) | 39          | 26          | 17          | 5           | 4           | 31          | 9           | 22          |
| 3           | Nacional (São Paulo)                 | 31          | 26          | 11          | 9           | 6           | 25          | 16          | 9           |
| 4           | Mauaense (Mauá)                      | 30          | 26          | 11          | 8           | 7           | 27          | 17          | 10          |
| 5           | Bragantino (Bragança Paulista)       | 29          | 26          | 10          | 9           | 7           | 26          | 17          | 9           |
| 6           | São José (São José Dos Campos)       | 29          | 26          | 10          | 9           | 7           | 21          | 18          | 3           |
| 7           | Portuguesa Santista (Santos)         | 25          | 26          | 9           | 7           | 10          | 27          | 25          | 2           |
| 8           | Taubaté (Taubaté)                    | 25          | 26          | 9           | 7           | 10          | 26          | 24          | 2           |
| 9           | Cruzeiro (Cruzeiro)                  | 24          | 26          | 9           | 6           | 11          | 18          | 24          | -6          |
| 10          | União Mogi (Mogi Das Cruzes)         | 22          | 26          | 8           | 6           | 12          | 21          | 32          | -11         |
| 11          | Aparecida EC (Aparecida Do Norte)    | 19          | 26          | 6           | 7           | 13          | 15          | 29          | -14         |
| 12          | Saltense (Salto)                     | 18          | 26          | 5           | 8           | 13          | 18          | 35          | -17         |
| 13          | Saad (São José Dos Campos)           | 19          | 26          | 8           | 3           | 15          | 14          | 33          | -19         |
| 14          | Esportiva (Guaratinguetá)            | 15          | 26          | 5           | 5           | 16          | 15          | 35          | -20         |

| Grupo Branco | Grupo Branco                                  | Grupo Branco | Grupo Branco | Grupo Branco | Grupo Branco | Grupo Branco | Grupo Branco | Grupo Branco | Grupo Branco |
| Time         | Time                                          | PG           | J            | V            | E            | D            | GP           | GC           | SG           |
| ------------ | --------------------------------------------- | ------------ | ------------ | ------------ | ------------ | ------------ | ------------ | ------------ | ------------ |
| 1            | União São João (Araras)                       | 38           | 26           | 13           | 12           | 1            | 27           | 7            | 20           |
| 2            | Rio Branco (Americana)                        | 34           | 26           | 12           | 10           | 4            | 40           | 23           | 17           |
| 3            | Palmeiras (São João Da Boa Vista)             | 34           | 26           | 12           | 10           | 4            | 30           | 19           | 11           |
| 4            | Capivariano (Capivari)                        | 31           | 26           | 11           | 9            | 6            | 28           | 16           | 12           |
| 5            | Lemense (Leme)                                | 30           | 26           | 11           | 8            | 7            | 22           | 22           | 0            |
| 6            | Radium (Mococa)                               | 30           | 26           | 10           | 10           | 6            | 39           | 25           | 14           |
| 7            | União Barbarense (Santa Bárbara D'Oeste)      | 30           | 26           | 8            | 14           | 4            | 19           | 15           | 4            |
| 8            | Primavera (Indaiatuba)                        | 29           | 26           | 9            | 11           | 6            | 16           | 15           | 1            |
| 9            | Independente (Limeira)                        | 24           | 26           | 8            | 8            | 10           | 31           | 33           | -2           |
| 10           | DERAC (Itapetininga)                          | 24           | 25           | 8            | 8            | 9            | 22           | 25           | -3           |
| 11           | Guaçuano (Mogi Guaçu)                         | 19           | 26           | 6            | 7            | 13           | 25           | 35           | -10          |
| 12           | Velo Clube (Rio Claro)                        | 19           | 26           | 4            | 11           | 11           | 22           | 30           | 8            |
| 13           | Ginásio Pinhalense (Espírito Santo Do Pinhal) | 12           | 26           | 2            | 8            | 16           | 14           | 34           | -20          |
| 14           | Rio Claro (Rio Claro)                         | 08           | 26           | 0            | 8            | 17           | 8            | 44           | -32          |

| Grupo Preto | Grupo Preto                          | Grupo Preto | Grupo Preto | Grupo Preto | Grupo Preto | Grupo Preto | Grupo Preto | Grupo Preto | Grupo Preto |
| Time        | Time                                 | PG          | J           | V           | E           | D           | GP          | GC          | SG          |
| ----------- | ------------------------------------ | ----------- | ----------- | ----------- | ----------- | ----------- | ----------- | ----------- | ----------- |
| 1           | Marília (Marília)                    | 36          | 26          | 15          | 6           | 5           | 37          | 15          | 22          |
| 2           | Bandeirante (Birigüi)                | 34          | 26          | 12          | 10          | 4           | 29          | 18          | 11          |
| 3           | Votuporanguense (Votuporanga)        | 30          | 26          | 10          | 10          | 6           | 23          | 16          | 7           |
| 4           | Jalesense (Jales)                    | 29          | 26          | 8           | 13          | 5           | 20          | 16          | 4           |
| 5           | Araçatuba (Araçatuba)                | 28          | 26          | 10          | 8           | 8           | 17          | 14          | 3           |
| 6           | Santa Fé (Santa Fé do Sul)           | 28          | 26          | 8           | 12          | 6           | 30          | 27          | 3           |
| 7           | Tanabi (Tanabi)                      | 28          | 26          | 8           | 12          | 6           | 17          | 16          | 1           |
| 8           | Corinthians-PP (Presidente Prudente) | 28          | 26          | 7           | 14          | 5           | 30          | 21          | 9           |
| 9           | Candidomotense (Cândido Mota)        | 24          | 26          | 8           | 8           | 10          | 19          | 25          | -6          |
| 10          | VOCEM (Assis)                        | 24          | 26          | 7           | 10          | 9           | 25          | 30          | -5          |
| 11          | Penapolense (Penápolis)              | 21          | 26          | 6           | 9           | 11          | 9           | 21          | -12         |
| 12          | Garça (Garça)                        | 21          | 26          | 5           | 11          | 10          | 14          | 20          | -6          |
| 13          | Fernandópolis (Fernandópolis)        | 18          | 26          | 5           | 8           | 13          | 24          | 32          | -8          |
| 14          | Linense (Lins)                       | 16          | 26          | 4           | 8           | 14          | 16          | 39          | 23          |

| Grupo Amarelo | Grupo Amarelo                     | Grupo Amarelo | Grupo Amarelo | Grupo Amarelo | Grupo Amarelo | Grupo Amarelo | Grupo Amarelo | Grupo Amarelo | Grupo Amarelo |
| Time          | Time                              | PG            | J             | V             | E             | D             | GP            | GC            | SG            |
| ------------- | --------------------------------- | ------------- | ------------- | ------------- | ------------- | ------------- | ------------- | ------------- | ------------- |
| 1             | Sertãozinho (Sertãozinho)         | 31            | 24            | 11            | 9             | 4             | 25            | 18            | 7             |
| 2             | Francana (Franca)                 | 29            | 24            | 11            | 7             | 6             | 24            | 15            | 9             |
| 3             | Lençoense (Lençóis Paulista)      | 28            | 24            | 13            | 2             | 9             | 25            | 24            | 1             |
| 4             | Noroeste (Bauru)                  | 28            | 24            | 11            | 6             | 7             | 33            | 16            | 17            |
| 5             | Barretos (Barretos)               | 27            | 24            | 10            | 7             | 7             | 26            | 24            | 2             |
| 6             | Taquaritinga (Taquaritinga)       | 26            | 24            | 9             | 8             | 7             | 21            | 19            | 2             |
| 7             | Batatais (Batatais)               | 24            | 24            | 8             | 8             | 8             | 20            | 21            | -1            |
| 8             | Catanduvense (Catanduva)          | 24            | 24            | 7             | 10            | 7             | 18            | 19            | -1            |
| 9             | Mirassol (Mirassol)               | 21            | 24            | 6             | 9             | 9             | 17            | 22            | -5            |
| 10            | Rio Preto (São José do Rio Preto) | 20            | 24            | 7             | 6             | 11            | 20            | 23            | -3            |
| 11            | Orlândia (Orlândia)               | 20            | 24            | 6             | 8             | 10            | 22            | 28            | -6            |
| 12            | Inter de Bebedouro (Bebedouro)    | 19            | 24            | 5             | 9             | 10            | 22            | 30            | -8            |
| 13            | Sãocarlense (São Carlos)          | 15            | 24            | 3             | 9             | 12            | 15            | 29            | -14           |

## Segunda fase
Grupo Verde
| Série A | Série A      | Série A | Série A | Série A | Série A | Série A | Série A | Série A | Série A | Série A |
| Time    | Time         | Pts     | J       | V       | E       | D       | GP      | GC      | SG      |         |
| ------- | ------------ | ------- | ------- | ------- | ------- | ------- | ------- | ------- | ------- | ------- |
| 1       | São Bernardo | 08      | 6       | 3       | 2       | 1       | 4       | 1       | 3       |         |
| 2       | Nacional     | 07      | 6       | 2       | 3       | 1       | 2       | 1       | 1       |         |
| 3       | Ferroviário  | 05      | 6       | 2       | 1       | 3       | 2       | 4       | -2      |         |
| 4       | Taubaté      | 04      | 6       | 1       | 2       | 3       | 1       | 3       | -2      |         |

| Série B | Série B             | Série B | Série B | Série B | Série B | Série B | Série B | Série B | Série B | Série B |
| Time    | Time                | Pts     | J       | V       | E       | D       | GP      | GC      | SG      |         |
| ------- | ------------------- | ------- | ------- | ------- | ------- | ------- | ------- | ------- | ------- | ------- |
| 1       | Bragantino          | 09      | 6       | 3       | 3       | 0       | 6       | 2       | 4       |         |
| 2       | Portuguesa Santista | 06      | 6       | 2       | 2       | 2       | 4       | 5       | -1      |         |
| 3       | São José            | 05      | 6       | 1       | 3       | 2       | 3       | 4       | -1      |         |
| 4       | Mauaense            | 04      | 6       | 0       | 4       | 2       | 0       | 2       | -2      |         |

Grupo Branco
| Série C | Série C        | Série C | Série C | Série C | Série C | Série C | Série C | Série C | Série C | Série C |
| Time    | Time           | Pts     | J       | V       | E       | D       | GP      | GC      | SG      |         |
| ------- | -------------- | ------- | ------- | ------- | ------- | ------- | ------- | ------- | ------- | ------- |
| 1       | União São João | 09      | 6       | 3       | 3       | 0       | 4       | 0       | 4       |         |
| 2       | Palmeiras      | 08      | 6       | 2       | 4       | 0       | 3       | 1       | 2       |         |
| 3       | Rio Branco     | 05      | 6       | 1       | 3       | 2       | 2       | 4       | -2      |         |
| 4       | Primavera      | 02      | 6       | 0       | 2       | 4       | 0       | 4       | -4      |         |

| Série D | Série D          | Série D | Série D | Série D | Série D | Série D | Série D | Série D | Série D | Série D |
| Time    | Time             | Pts     | J       | V       | E       | D       | GP      | GC      | SG      |         |
| ------- | ---------------- | ------- | ------- | ------- | ------- | ------- | ------- | ------- | ------- | ------- |
| 1       | União Barbarense | 09      | 6       | 3       | 3       | 0       | 8       | 2       | 6       |         |
| 2       | Capivariano      | 06      | 6       | 1       | 4       | 1       | 5       | 6       | -1      |         |
| 3       | Lemense          | 06      | 6       | 1       | 4       | 1       | 5       | 6       | -1      |         |
| 4       | Radium           | 03      | 6       | 1       | 1       | 4       | 4       | 8       | -4      |         |

Grupo Preto
| Série E | Série E   | Série E | Série E | Série E | Série E | Série E | Série E | Série E | Série E | Série E |
| Time    | Time      | Pts     | J       | V       | E       | D       | GP      | GC      | SG      |         |
| ------- | --------- | ------- | ------- | ------- | ------- | ------- | ------- | ------- | ------- | ------- |
| 1       | Tanabi    | 10      | 6       | 4       | 2       | 0       | 9       | 3       | 7       |         |
| 2       | Marília   | 08      | 6       | 3       | 2       | 1       | 11      | 4       | 7       |         |
| 3       | Araçatuba | 04      | 6       | 1       | 2       | 3       | 8       | 9       | -1      |         |
| 4       | Santa Fé  | 02      | 6       | 0       | 2       | 4       | 4       | 16      | -12     |         |

| Série F | Série F         | Série F | Série F | Série F | Série F | Série F | Série F | Série F | Série F | Série F |
| Time    | Time            | Pts     | J       | V       | E       | D       | GP      | GC      | SG      |         |
| ------- | --------------- | ------- | ------- | ------- | ------- | ------- | ------- | ------- | ------- | ------- |
| 1       | Bandeirante     | 08      | 6       | 3       | 2       | 1       | 8       | 3       | 5       |         |
| 2       | Corinthians-PP  | 08      | 6       | 4       | 0       | 2       | 11      | 6       | 5       |         |
| 3       | Votuporanguense | 05      | 6       | 1       | 3       | 2       | 4       | 6       | -2      |         |
| 4       | Jalesense       | 03      | 6       | 1       | 1       | 4       | 4       | 12      | -8      |         |

Grupo Amarelo
| Série G | Série G      | Série G | Série G | Série G | Série G | Série G | Série G | Série G | Série G | Série G |
| Time    | Time         | Pts     | J       | V       | E       | D       | GP      | GC      | SG      |         |
| ------- | ------------ | ------- | ------- | ------- | ------- | ------- | ------- | ------- | ------- | ------- |
| 1       | Noroeste     | 10      | 6       | 4       | 2       | 0       | 7       | 1       | 6       |         |
| 2       | Catanduvense | 06      | 6       | 2       | 2       | 2       | 4       | 6       | -2      |         |
| 3       | Francana     | 05      | 6       | 2       | 1       | 3       | 4       | 5       | -1      |         |
| 4       | Lençoense    | 03      | 6       | 0       | 3       | 3       | 0       | 3       | -3      |         |

| Série H | Série H      | Série H | Série H | Série H | Série H | Série H | Série H | Série H | Série H | Série H |
| Time    | Time         | Pts     | J       | V       | E       | D       | GP      | GC      | SG      |         |
| ------- | ------------ | ------- | ------- | ------- | ------- | ------- | ------- | ------- | ------- | ------- |
| 1       | Sertãozinho  | 09      | 6       | 3       | 3       | 0       | 7       | 1       | 6       |         |
| 2       | Taquaritinga | 06      | 6       | 2       | 2       | 2       | 6       | 4       | 2       |         |
| 3       | Barretos     | 06      | 6       | 2       | 2       | 2       | 5       | 7       | -2      |         |
| 4       | Batatais     | 03      | 6       | 0       | 3       | 3       | 2       | 8       | -6      |         |

## Semifinais
As decisões das semifinais reuniu os campeões de cada série, com partidas decididas em melhor de 3 pontos. Em caso de persistir o empate classifica-se a equipe de melhor campanha.
- Grupo Verde

07/12/1986: Bragantino 1 – 0 São Bernardo

10/12/1986: São Bernardo 2 – 0 Bragantino

14/12/1986: São Bernardo 0 – 0 Bragantino 
- Grupo Branco

07/12/1986: União Barbarense 2 – 1 União São João

10/12/1986: União São João 2 – 1 União Barbarense

14/12/1986: União Barbarense 1 – 0 União São João 
- Grupo Preto

07/12/1986: Tanabi 1 – 1 Bandeirante

10/12/1986: Bandeirante 2 – 0 Tanabi 
- Grupo Amarelo

07/12/1986: Noroeste 1 – 0 Sertãozinho

10/12/1986: Sertãozinho(*) 0 – 1 Noroeste [(*)abandonou quando perdia por 1 – 0]

## Fase final
| Quadrangular Final | Quadrangular Final | Quadrangular Final | Quadrangular Final | Quadrangular Final | Quadrangular Final | Quadrangular Final | Quadrangular Final | Quadrangular Final | Quadrangular Final | Quadrangular Final |
| Time               | Time               | Pts                | J                  | V                  | E                  | D                  | GP                 | GC                 | SG                 |                    |
| ------------------ | ------------------ | ------------------ | ------------------ | ------------------ | ------------------ | ------------------ | ------------------ | ------------------ | ------------------ | ------------------ |
| 1                  | Bandeirante        | 09                 | 6                  | 4                  | 1                  | 1                  | 11                 | 5                  | 6                  |                    |
| 2                  | Noroeste           | 09                 | 6                  | 4                  | 1                  | 1                  | 11                 | 6                  | 5                  |                    |
| 3                  | São Bernardo       | 04                 | 6                  | 2                  | 0                  | 4                  | 7                  | 12                 | -5                 |                    |
| 4                  | União Barbarense   | 02                 | 6                  | 0                  | 2                  | 4                  | 2                  | 8                  | -6                 |                    |

### Jogo decisivo
| 14 de fevereiro de 1987 | Bandeirante                       | 2 – 0 | União Barbarense | Estádio Municipal Pedro Marin Berbel, Birigüi                           |
|                         | Pedrinho 12' 1T · Pedrinho 44' 2T |       |                  | Público: 7 912 Renda: Cz$ 532 800 Árbitro: Dulcidio Wanderley Boschilia |

Bandeirante: Moreira, Jorge. Almeida, Edson Fumaça e Vicente; Paulo Cesar, Osni (EIói) e Valmir; Brinda, Rubem e Pedrinho. Técnico: Dudu

União Barbarense: Tutu, Marquinhos, Agenor, Vadinho e Batata: Fio, Jurandir e Wilson; Claudinho, Joca e Rinaldo. Técnico: Walter Zaparolli

## Premiação
| Campeonato Paulista de 1986 - Segunda Divisão |
| --------------------------------------------- |
| Bandeirante Campeão (1º título)               |